# Гайовий Василь Михайлович
Васи́ль Миха́йлович Гайови́й (12 червня 1978, с. Вільховець, Тернопільська область — 9 липня 2022, м. Часів Яр, Донецька область, Україна) — український військовослужбовець, солдат Збройних сил України, учасник російсько-української війни. Кавалер ордена «За мужність» III ступеня (2023, посмертно).

## Життєпис
Василь Гайовий народився 12 червня 1978 року в селі Вільхівці, нині Саранчуківської громади Тернопільського району на Тернопільщині.
Навчався у Вільховецькій восьмирічній школі (1993). Закінчив Поморянське ПТУ (спеціальність — зварник). У 1996—1997 роках проходив строкову службу. Працював на заводі будматеріалів.
Мобілізований 9 березня 2022 року. Служив стрільцем 2-го стрілецького відділення, 1-го стрілецького взводу, 6-ї стрілецької роти, 2-го стрілецького батальйону в/ч А 0998. Загинув 9 липня 2022 року під час проходження служби в м. Часів Яр на Донеччині.

## Вшанування пам'яті
14 жовтня 2022 року на фасаді Вільховецької гімназії відкрито меморіальну дошку Василеві Гайовому.

## Нагороди
- орден «За мужність» III ступеня (9 січня 2023, посмертно) — за особисту мужність і самовідданість, виявлені у захисті державного суверенітету та територіальної цілісності України, вірність військовій присязі[2].